# Manoir
Een manoir is een gebouw dat het midden houdt tussen een kasteel en boerderij. 
De meeste manoirs in Frankrijk zijn gebouwd na de Honderdjarige Oorlog in de 15e en 16e eeuw. 
De huizen zijn eigendom van landheren waarvan de meeste van adel zijn en worden omringd door 
bijgebouwen zoals schuren, boerderijen en stallen. Omdat de tijden nog altijd roerig waren werden 
de huizen vaak gebouwd met allerlei verdedigingswerken zoals torens 
en schietgaten in de gevel. Tot het landgoed behoorde meestal de omringende 
landerijen met weiden, akkers en wijngaarden. Veel chateaux de vin zijn voormalige manoirs.
- Het manoir du Ferme in Hesdin-l'Abbé is een manoir dat duidelijk een verdedigingsfunctie heeft, het terrein is geheel omsloten voor gebouwen en muren. Op elke hoek van het manoir zijn ronde toren met vensters en schietgaten.De gebouwen van de boerderij schermen mede het terrein af van de omgeving.
- Bij het Manoir de Senlecques zijn de details van de verdedigingsfunctie duidelijk zichtbaar in de toren, schietgaten en uitkijkvensters bovenaan. Onder de gemetselde boog bevond zich vroeger de duiventil waarmede men berichten kon versturen.
- Manoir de Bouillancourt in het departement Somme is van later datum, gebouwd in 1742 zijn geen verdedigingswerken voorzien omdat in die tijd ze niet meer nodig waren.
- Manoir de la Rue Verte, is een voorbeeld van een zogenoemde petit manoir, een herenhuis zonder verdedigingswerken uit de 17e eeuw.

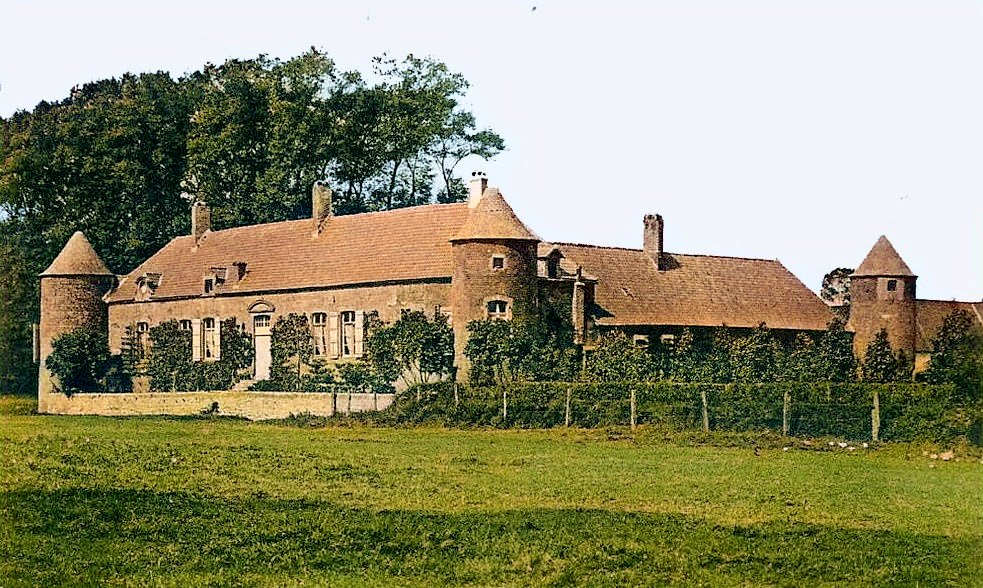
Ferme du Manoir, Hesdin l'Abbé
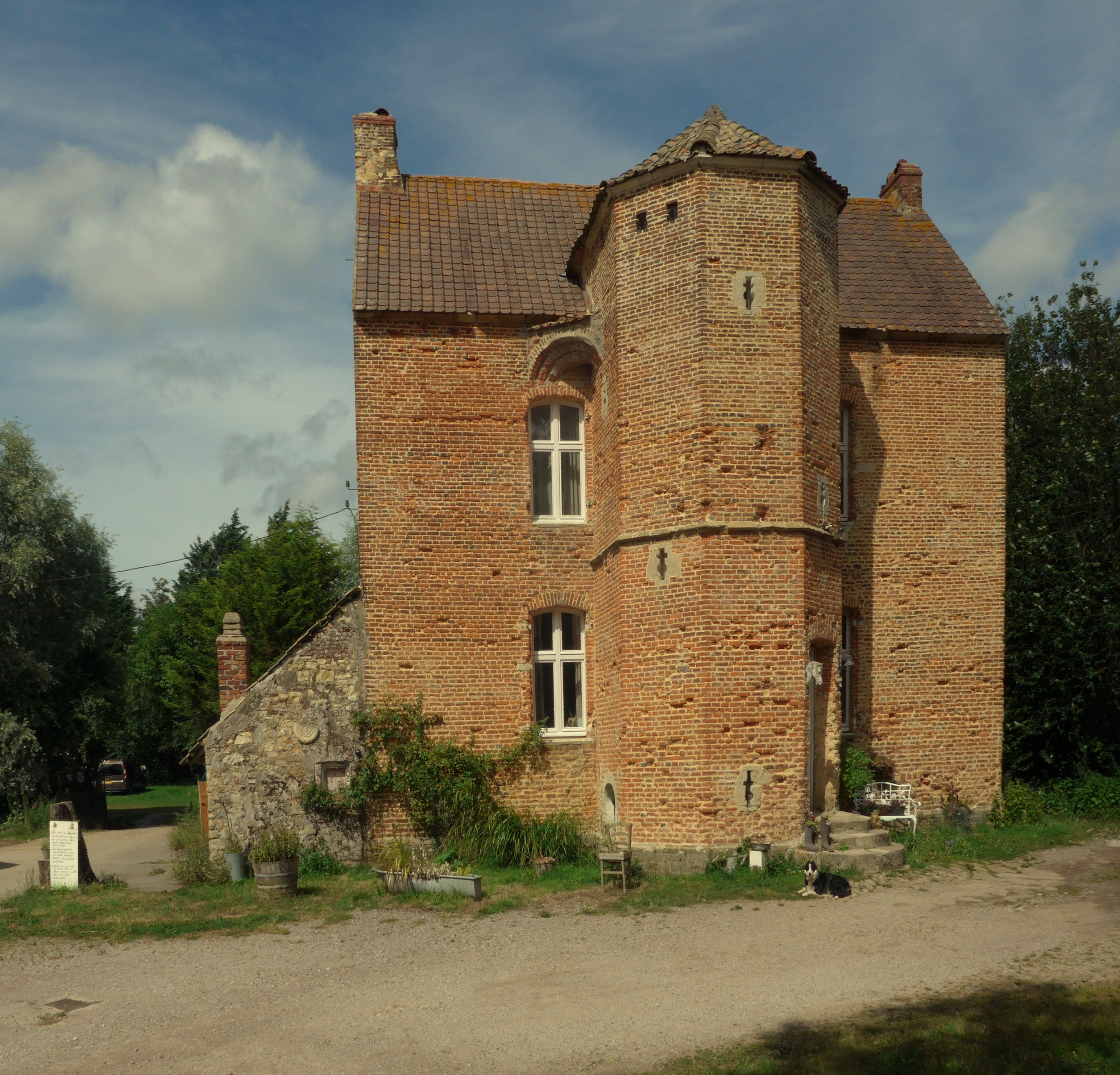
Manoir de Senlecques
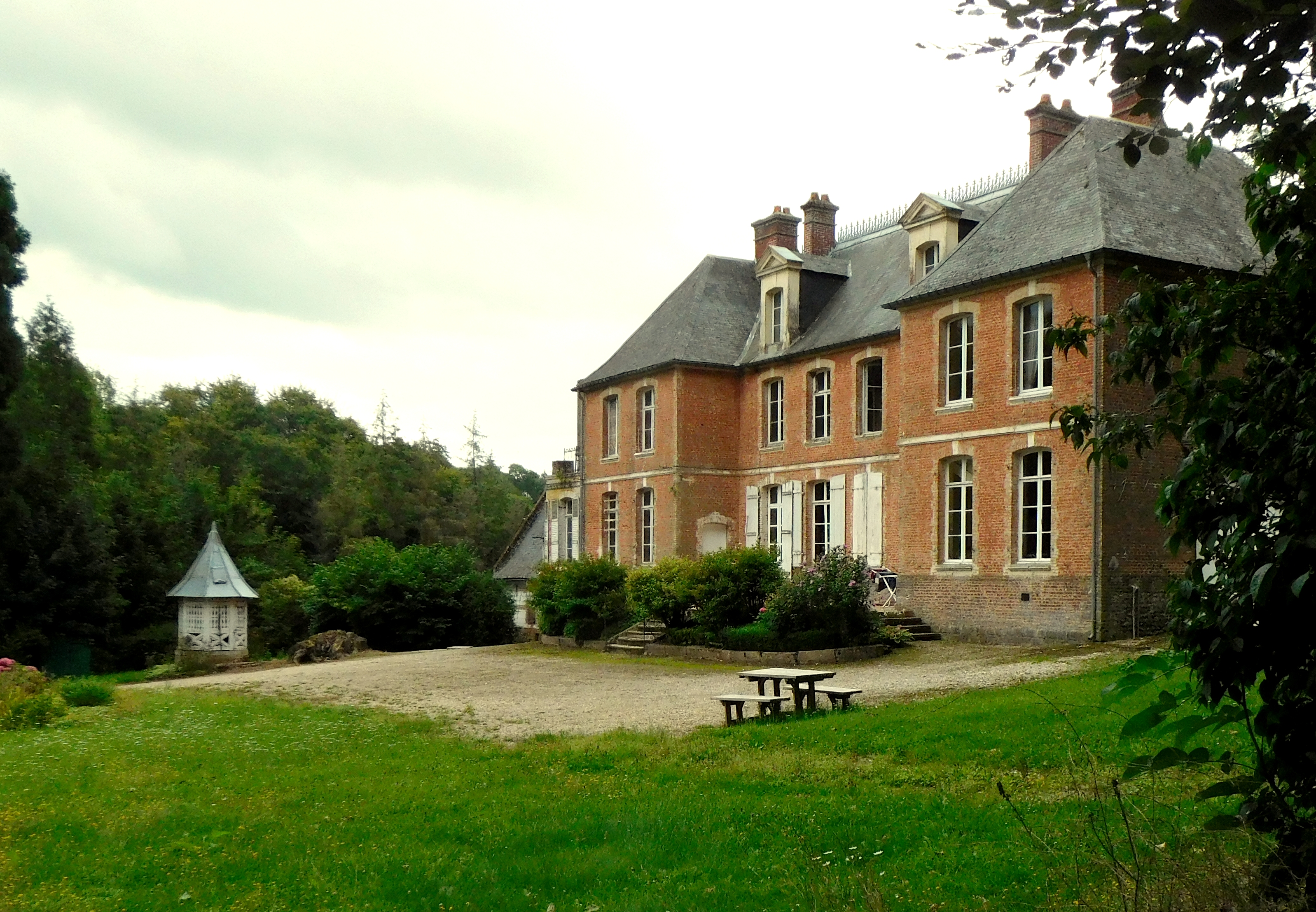
Manoir de boullancourt, voorzijde
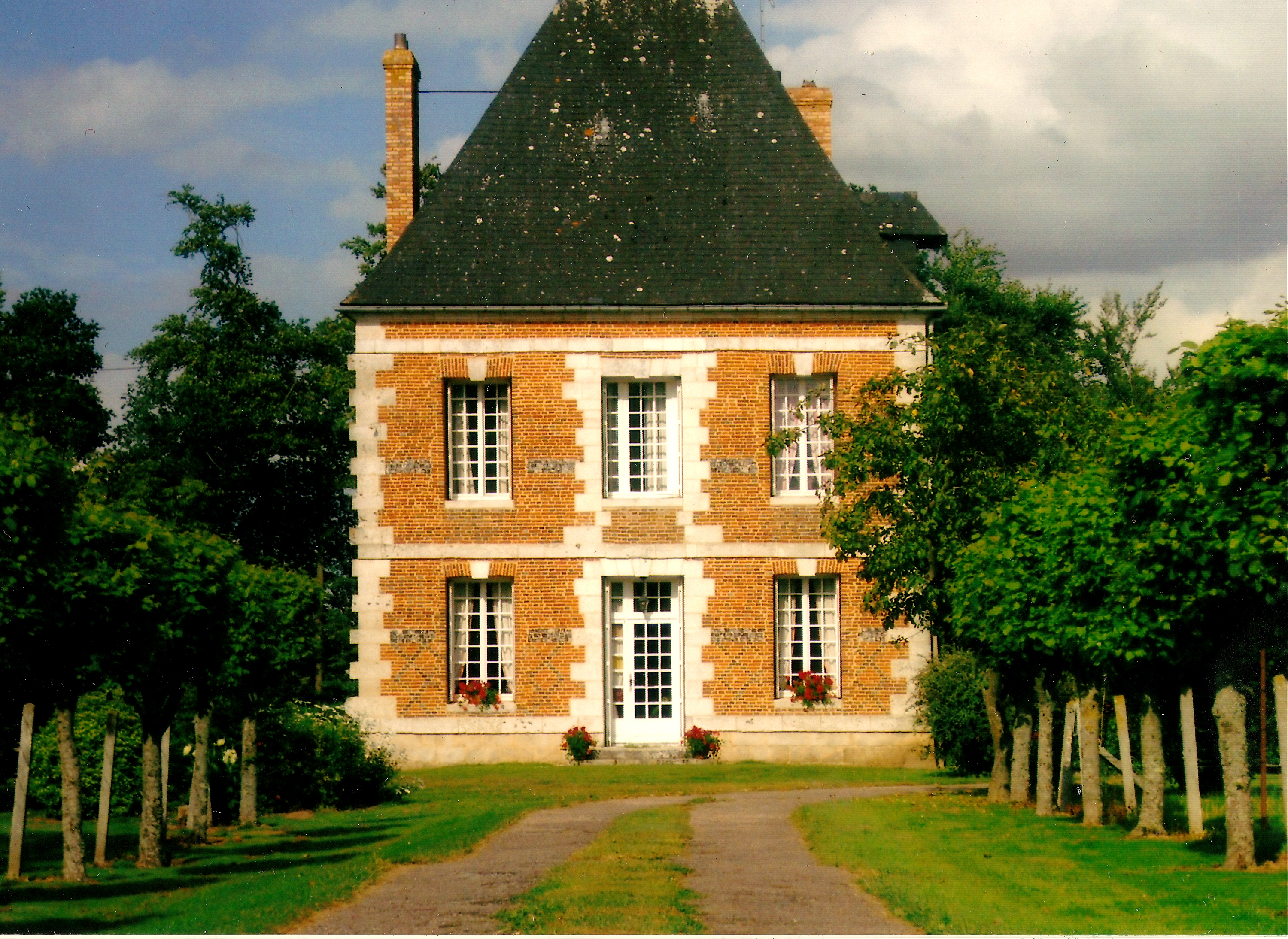
Manoir de la Rue Verte, Flamanville, Seine Maritime, France

## Boulonnais
Boulonnais is een voormalig graafscap in Picardië, het is een heuvelachtig bocagelandschap waardoor er de hoogste dichtheid van kastelen en manoirs in Frankrijk is ontstaan.
Na het vertrek van de Engelsen in 1550 (Verdrag van Outreau werd het gebied uitgebreid met de heroverde landen, echter
met het risico van Engelse invallen en rondtrekkende groepen soldaten die plunderden.

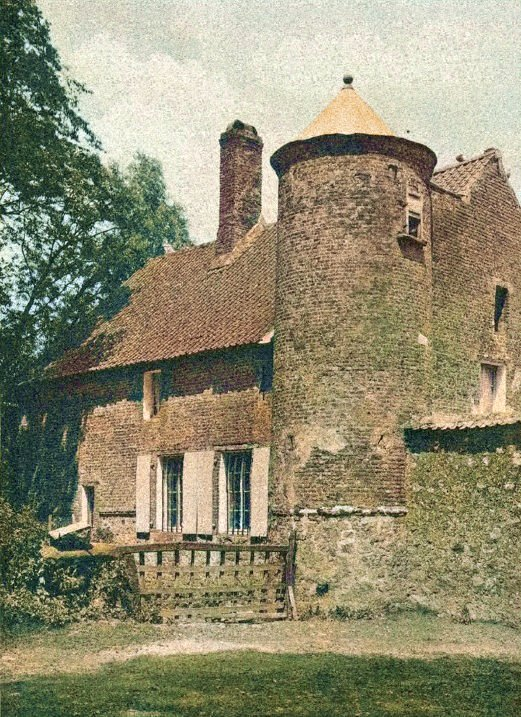
Manoir Sequières, Lacres, France
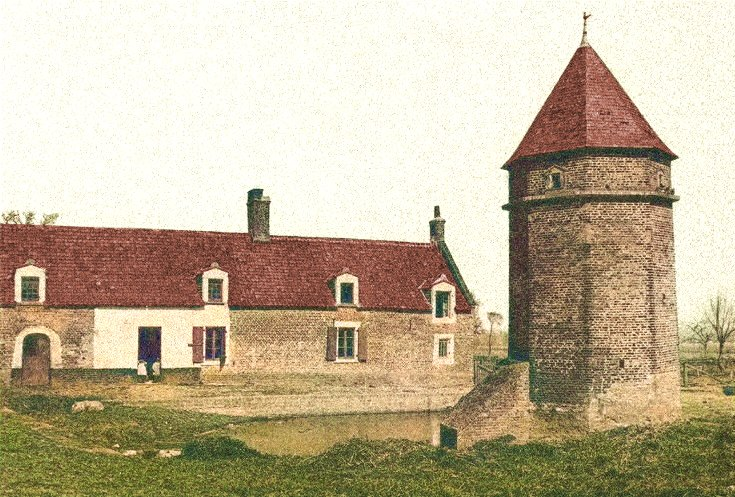
Manoir Chocquel, Belle-et-Houllefort, France
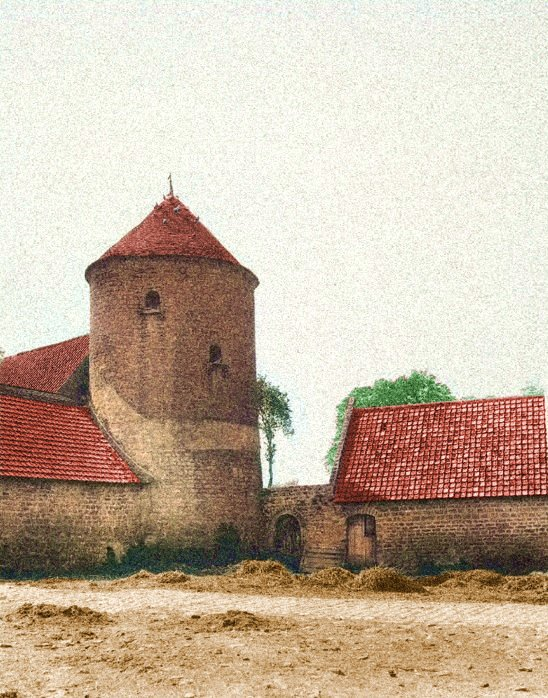
Manoir d'Isques, Estree, France
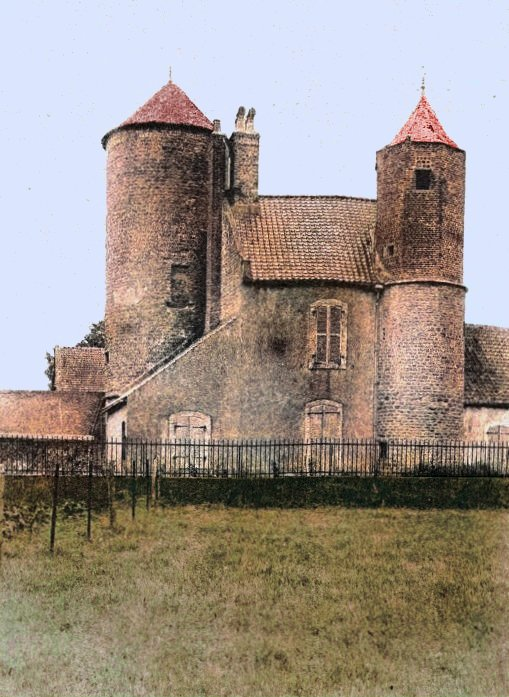
Manoir Echinghen, France
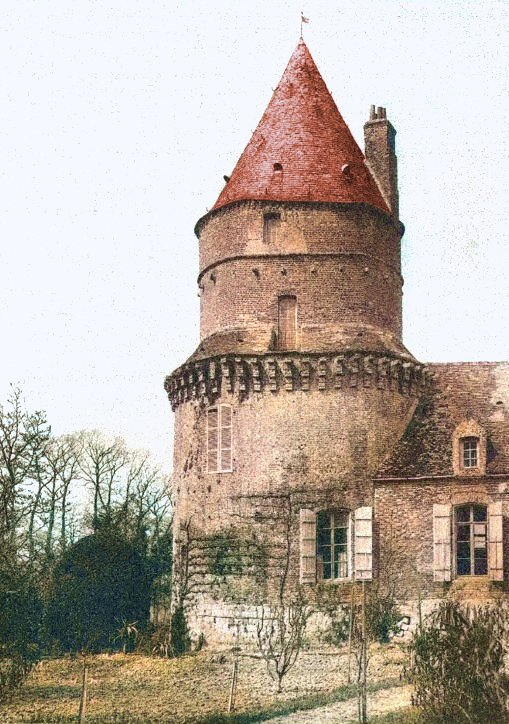
Manoir Wierre-au-Bois, France

Manoirs in Boulonnais
| manoir d'Arsenville         | Beaumerie saint Martin  | 18e eeuw     |
| manoir de Ballencourt       | Bruay la Buissière      | 18e eeuw     |
| manoir de Beaurepaire       | Lillers                 | 15e eeuw     |
| manoir de Bédouatre         | Saint Martin Boulogne   | 17e eeuw     |
| manoir de la Besvre         | Witternesse             | 16e-19e eeuw |
| manoir de Bois en Ardres    | Ardres                  |              |
| manoir de Bourecq           | Bourecq                 | 14e eeuw     |
| manoir de Brugnobois        | Surques                 | 15e-18e eeuw |
| manoir des Camps Grelins    | Questrecques            | 16e-19e eeuw |
| manoir de Condette          | Condette                | 16e-17e eeuw |
| manoir de la Converserie    | Saint Etienne au Mont   | 17e eeuw     |
| manoir de la Conterie       | Carly                   | 16e eeuw     |
| manoir de Dalles            | Lacres                  | 17e eeuw     |
| manoir de Doudeauville      | Doudeauville sur Course | 17e eeuw     |
| manoir d'Ecault             | Offrethun               | 16e-18e eeuw |
| manoir d'Echinghen          | Echinghen               | 18e eeuw     |
| manoir de l'Estracelle      | Beuvry                  | 17e eeuw     |
| manoir du Fayel             | Lefaux                  | 15e eeuw     |
| manoir de Fermont           | Capelle Fermont         | 16e-17e eeuw |
| manoir le Fort              | Questrecques            | 16e eeuw     |
| manoir de la Fresnoye       | Desvres                 | 17e eeuw     |
| manoir de Fromessent        | Etaples                 | 15e-17e eeuw |
| manoir de Gennes            | Gennes Ivergny          | 16e-18e eeuw |
| manoir de Grand Moulin      | Condette                | 16e eeuw     |
| manoir de la Halle          | Questrecques            | 16e eeuw     |
| manoir de la Haye           | Nesles                  | 16e eeuw     |
| manoir de la Haye d'Incourt | Tingry                  | 17e eeuw     |
| manoir d'Hénocq             | Bréxent Enocq           | 16e eeuw     |
| manoir d'Herbinghen         | Herbinghen              | 16e eeuw     |
| manoir d'Herquelingue       | Isques                  | 17e eeuw     |
| manoir d'Hesdin l'Abbé      | Hesdin l'Abbé           | 15e-16e eeuw |
| manoir d'Hodicq             | Parenty                 | 16e eeuw     |
| manoir d'Hurionville        | Lillers                 | 16e eeuw     |
| manoir de Incourt           | Incourt                 | 16e eeuw     |
| manoir de Lacres            | Lacres                  |              |
| manoir de Lannoy            | Affringues              | 16e eeuw     |
| manoir le Lucquet           | Pittefaux               | 16e-18e eeuw |
| manoir de Moncheaux         | Moncheaux lès Frevent   | 17e eeuw     |
| manoir de la Motte          | Conteville lès Boulogne | 17e-19e eeuw |
| manoir de la Motte          | Lillers                 | 18e eeuw     |
| manoir de Niembrune         | Tingry                  | 17e eeuw     |
| manoir de Parenty           | Parenty                 | 16e eeuw     |
| manoir de Questrecques      | Questrecques            | 16e eeuw     |
| manoir de Relingues         | Lillers                 | 17e-18e eeuw |
| manoir le Rieux             | Hesdin l'Abbé           | 17e eeuw     |
| manoir de la Rivière        | Neufchâtel Hardelot     | 15e-17e eeuw |
| manoir de Saint-Michel      | Gonnehem                | 17e eeuw     |
| manoir Saint-Martin         | Preures                 | 18e eeuw     |
| manoir de Senlecques        | Pernes les Boulogne     | 16e eeuw     |
| manoir de Sequières         | Lacres                  | 17e-19e eeuw |
| manoir de Vallières         | Willeman                | 17e eeuw     |